# Lee Sang-woo
Lee Sang-woo (hangul: 이상우, hanja: 李尚禹, RR: I Sang-u, 13 de febrero de 1980) es un actor surcoreano.

## Biografía
Estudió en la Universidad de Corea (Korea University).
El 6 de septiembre de 2016 se confirmó que estaba saliendo con la actriz Kim So-yeon, después de salir por seis meses, en marzo del 2017 la pareja anunció que se había comprometido y finalmente se casaron el 9 de junio del mismo año.

## Carrera
Es miembro de la agencia HM Entertainment.
En octubre de 2011 se unió al elenco de la serie A Thousand Days' Promise, donde dio vida a Jang Jae-min, el primo de Lee Seo-yeon (Soo Ae).
En junio de 2015 se unió al elenco recurrente de la serie High Society, donde interpretó a Jang Kyung-joon, el cariñoso y protector hermano mayor de Jang Yoon-ha (Uee), así como su único aliado en la familia, quien se encuentra desaparecido después de que su barco se hundiera.
El 15 de agosto del mismo año se unió al elenco principal de la serie All About My Mom, donde dio vida a Kang Hoon-jae, hasta el final de la serie el 14 de febrero de 2016.
El 17 de marzo de 2018 se unió al elenco principal de la serie Marry Me Now (también conocida como "Shall We Live Together"), donde interpretó al médico Jung Eun-tae, un internista en el Hospital Jahan quien a pesar de ser considerado como un hombre malhumorado y arrogante, en realidad es una persona amorosa y generosa como su familia y pacientes, hasta el final de la serie el 9 de septiembre del mismo año.
En febrero de 2019 se unió al elenco de la serie Touch Your Heart, donde dio vida a Kim Se-won, un fiscal de élite y el mejor amigo de Kwon Jung-rok (Lee Dong-wook). Sang-woo reemplazó al actor Shin Dong-wook quien originalmente había sido seleccionado para interpretar a Jung-rok.
El 22 de diciembre de 2020 apareció por primera vez como invitado en el primer episodio de la serie Amor en la ciudad (también conocida como "Lovestruck in the City"), donde interpretó a Bin, el propietario de "Bin-Bin Surfing".

## Filmografía

### Series de televisión
| Año        | Título                                      | Personaje                   | Notas                                    |
| ---------- | ------------------------------------------- | --------------------------- | ---------------------------------------- |
| 2022-23    | Red Balloon                                 | Go Cha-won                  | [ 17 ] [ 18 ]                            |
| 2022       | Shooting Stars                              | -                           | (aparición especial)                     |
| 2021-22    | Uncle                                       | Joo Kyung-il                | [ 20 ]                                   |
| 2021       | Penthouse: War In Life 2                    | -                           | (aparición especial)                     |
| 2020, 2021 | Amor en la ciudad                           | Bin                         | (ep. #1, 3-4, 12) - (aparición especial) |
| 2019       | The Golden Garden                           | Cha Pil-seung               | 60 episodios                             |
| 2019       | Mother of Mine                              | Cita a Ciegas de Kang Mi-ri | ep. #1 - (aparición especial)            |
| 2019       | Touch Your Heart                            | Kim Se-won                  |                                          |
| 2018       | Marry Me Now                                | Jung Eun-tae                | 50 episodios                             |
| 2017       | Children of the 20th Century                | Anthony / Lee Chul-min      | 32 episodios                             |
| 2016       | Happy Home                                  | Dr. Seo Ji-geon             | 51 episodios                             |
| 2015-16    | All About My Mom                            | Kang Hoon-jae               | 54 episodios                             |
| 2015       | High Society                                | Jang Kyung-joon             | 5 episodios                              |
| 2014       | Glorious Day                                | Seo Jae-woo                 | 44 episodios                             |
| 2013-14    | One Warm Word                               | Kim Sung-soo                | 20 episodios                             |
| 2013       | Let's Eat                                   | Kim Sung-soo                | ep. #8 - (aparición especial)            |
| 2013       | Goddess of Marriage                         | Kim Hyun-woo                | 36 episodios                             |
| 2012       | My Kids Give Me a Headache                  | Ha In-chul                  | (aparición especial)                     |
| 2012       | The King's Doctor                           | Lee Sung-ha                 | [ 28 ]                                   |
| 2012       | Feast of the Gods                           | Kim Do-yoon                 | 32 episodios                             |
| 2011       | A Thousand Days' Promise                    | Jang Jae-min                | 20 episodios                             |
| 2011       | I Believe in Love                           | Han Seung-woo               |                                          |
| 2010       | Life Is Beautiful                           | Kim Kyung-soo               | [ 31 ]                                   |
| 2009-10    | Don't Hesitate                              | Han Tae-woo                 | 98 episodios                             |
| 2009       | The Road Home                               | Yoo Hyun-soo                | 120 episodios                            |
| 2008       | The Secret of Keu Keu Island                | -                           |                                          |
| 2007-08    | First Wives' Club                           | Koo Se-joo                  | 104 episodios                            |
| 2007       | Two Outs in the Ninth Inning (9 End 2 Outs) | Lee Joon-mo                 |                                          |
| 2005       | Can Love Be Refilled?                       | Lee Sang-woo                |                                          |
| 2005       | Eighteen, Twenty-Nine (18 vs. 29)           | Kang Bong-kyu               |                                          |
| 2005       | Drama City - "No One Loves Me"              | Jo Seung-joo                |                                          |

### Películas
| Año  | Título                         | Personaje       | Notas                                                                            |
| ---- | ------------------------------ | --------------- | -------------------------------------------------------------------------------- |
| TBA  | The Hotel                      | Señor Yoon      | [ 32 ]                                                                           |
| 2014 | Fire in Hell                   | Lee Sang-woo    |                                                                                  |
| 2009 | Searching for the Elephant     | Jin-hyuk        | junto a Jang Hyuk, Jo Dong-hyuk, Lee Min-jung, Hwang Woo-seul-hye y Park Soo-jin |
| 2008 | Black Heart (Beyond All Magic) | Joon            | [ 33 ]                                                                           |
| 2006 | Don't Look Back                | Geun-woo        | [ 34 ]                                                                           |
| 2006 | Almost Love                    | Moon Young-hoon | junto a Kwon Sang-woo, Kim Ha-neul, Jang Mi-inae y Park Ji-bin                   |

### Programas de variedades
| Año              | Título                                      | Notas                           |
| ---------------- | ------------------------------------------- | ------------------------------- |
| 2021             | Tiki taCAR                                  | invitado                        |
| 2020             | Six Sense                                   | (ep. #4) - invitado             |
| 2017             | It's Dangerous Beyond The Blankets Season 1 | miembro                         |
| 2011, 2016       | Hello Counselor: Season 1                   | (ep. #55, 300) - invitado       |
| 2009, 2015, 2018 | Happy Together: Season 3                    | (ep. #121, 420, 530) - invitado |

### Presentador
| Año  | Evento                | Notas                    |
| ---- | --------------------- | ------------------------ |
| 2020 | 2017 KBS Drama Awards | presentador de categoría |

### Revistas / sesiones fotográficas
| Año  | Evento                                  | Notas               |
| ---- | --------------------------------------- | ------------------- |
| 2016 | All For You 2016 Fall/Winter Collection | junto a Kim So-yeon |

### Aparición en videos musicales
| Año  | Artista(s)     | Canción            | Notas |
| ---- | -------------- | ------------------ | ----- |
| 2017 | Fly to the Sky | "Pretty Today Too" |       |

### Anuncios
| Año  | Título   | Notas                            |
| ---- | -------- | -------------------------------- |
| 2012 | Let’s Be | (marca de café) - junto a Sistar |

## Premios y nominaciones
| Año  | Categoría                                           | Premio                    | Trabajo                               | Resultado |
| ---- | --------------------------------------------------- | ------------------------- | ------------------------------------- | --------- |
| 2020 | Top Excellence Award, Actor in a Serial Drama       | 7th APAN Star Award       | The Golden Garden                     | Nominado  |
| 2019 | Top Excellence Award, Actor in a Weekend Drama      | MBC Drama Award           | The Golden Garden                     | Ganó      |
| 2019 | Grand Prize (Daesang)                               | MBC Drama Award           | The Golden Garden                     | Nominado  |
| 2018 | Best Couple Award (junto a Han Ji-hye)              | KBS Drama Award           | Marry Me Now                          | Nominados |
| 2018 | Netizen Award, Actor                                | KBS Drama Award           | Marry Me Now                          | Nominado  |
| 2018 | Excellence Award, Actor in a Serial Drama           | KBS Drama Award           | Marry Me Now                          | Ganó      |
| 2018 | Top Excellence Award, Actor in a Serial Drama       | 6th APAN Star Award       | Marry Me Now                          | Ganó      |
| 2018 | Top Excellence Award, Actor                         | 11th Korea Drama Award    | Marry Me Now                          | Nominado  |
| 2017 | Excellence Award, Actor in a Monday-Tuesday Drama   | MBC Drama Award           | Children of the 20th Century          | Nominado  |
| 2016 | Best Couple Award (junto a Kim So-yeon)             | MBC Drama Award           | Happy Home                            | Nominados |
| 2016 | Top Excellence Award, Actor in a Serial Drama       | MBC Drama Award           | Happy Home                            | Ganó      |
| 2015 | Best Couple Award (junto a Eugene)                  | KBS Drama Award           | All About My Mom                      | Nominados |
| 2015 | Netizen Award, Actor                                | KBS Drama Award           | All About My Mom                      | Nominado  |
| 2015 | Excellence Award, Actor in a Serial Drama           | KBS Drama Award           | All About My Mom                      | Nominado  |
| 2015 | Excellence Award, Actor in a Serial Drama           | 4th APAN Star Award       | All About My Mom                      | Nominado  |
| 2014 | Top Excellence Award, Actor in a Serial Drama       | SBS Drama Award           | Glorious Day                          | Nominado  |
| 2013 | Excellence Award, Actor in a Weekend/Daily Drama    | SBS Drama Award           | Goddess of Marriage                   | Nominado  |
| 2012 | Excellence Award, Actor in a Special Project Drama  | MBC Drama Award           | Feast of the Gods y The King's Doctor | Ganó      |
| 2011 | Excellence Award, Actor in a Special Planning Drama | SBS Drama Award           | A Thousand Days' Promise              | Nominado  |
| 2009 | Excellence Award, Actor in a Daily Drama            | KBS Drama Award           | The Road Home                         | Nominado  |
| 2009 | Male Star Award                                     | Andre Kim Best Star Award | First Wives' Club                     | Ganó      |
| 2009 | Best New Actor (TV)                                 | 45th Baeksang Arts Award  | First Wives' Club                     | Nominado  |
| 2008 | New Star Award                                      | SBS Drama Award           | First Wives' Club                     | Ganó      |